# Network simulator
ns ou network simulator (também chamado de ns-2 em referência a sua geração) é um simulador de redes de computadores popular nos meios acadêmicos por ter o código fonte aberto. Muito usado em pesquisas sobre redes ad hoc, suporta os protocolos de rede mais populares tanto para redes cabeadas quanto as sem fio.
A primeira versão do ns foi desenvolvida em 1989 baseada no Real Network Simulator. A versão atual é a 2 e foi desenvolvida na Universidade de Berkeley usando as linguagens C++ e Tcl. Os scripts Tcl são usados para descrever o ambiente a ser simulado, sendo o simulador um interpretador dests scripts que usa as bibliotecas desenvolvidas em C++ as quais possuem os objetos para scheduling de eventos e elementos de rede.